# Crionică

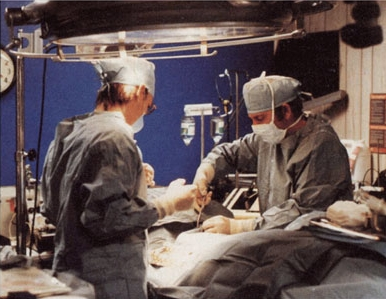
Medicii pregătesc pacientul pentru crioconservare

Crionica (în engleză Cryonics) constă în conservarea la temperatură scăzută a oamenilor care nu pot fi susținuți de medicina contemporană, cu speranța că vindecarea și resuscitarea lor poate fi posibilă în viitor. 
Crioconservarea oamenilor sau animalelor mari, este ireversibilă cu tehnologia actuală. Motivul declarat pentru crionicieni este că oamenii care sunt considerați morți de definiții legale sau medicale actuale nu pot fi neapărat morți în conformitate cu definiția morții informațional-teoretice. Se presupune că oamenii crioconservați ar putea fi recuperați într-o bună zi, prin utilizarea tehnologiei foarte avansate. 
Unele literaturi de specialitate sprijină fezabilitatea crionicii. O scrisoare deschisă care sprijină ideea crionicii a fost semnată de 63 de oameni de știință, inclusiv de Aubrey de Grey și Marvin Minsky. Cu toate acestea, mulți alți oameni de știință consideră criogenia cu scepticism. Ca situație la anul 2013, aproximativ 270 de persoane au fost supuse procedurilor de crioconservare, de la prima crionică care a avut loc în 1962. În Statele Unite, crionica poate fi efectuată în mod legal numai pe om, doar după ce a fost declarat mort din toate punctele de vedere, în caz contrar s-ar fi considerat crimă sau sinucidere asistată. 
Procedurile crionice încep ideal la câteva minute de la stopul cardiac, folosindu-se crioprotectanți pentru a preveni formarea gheții în timpul crioconservării. Cu toate acestea, ideea de crionică include, de asemenea, și păstrarea oamenilor mult timp după moartea legală, din cauza posibilității ca structurile creierului care codifică memoria și personalitatea pot persista și fi inefabile în viitor. Prin urmare, cei mai mulți susținători ai crionicii o văd ca pe o intervenție cu perspective de succes, care variază foarte mult în funcție de circumstanțe.
Crionica este privită cu scepticism de către comunitatea științifică, din cauza daunelor cauzate de frig asupra celulelor, în ciuda crioprotectorilor. În 2018, a fost dezvoltat un nou proces, vitrificarea, dar nu avea conservarea pragului de excitabilitate a sinapselor. În 2023, urgența este, așadar, să se orienteze cercetările către conservarea pragului de excitabilitate al sinapselor în timpul vitrifixării.